# John Edmund de Beauvoir
Sir John Edmund de Beauvoir, 2º Baronete (10 de dezembro de 1794 - 29 de abril de 1869), conhecido como John Edmund Browne até 14 de outubro de 1826, foi um político radical britânico.
De Beauvoir foi eleito Membro Radical do Parlamento por Windsor nas eleições gerais de 1835, mas foi destituído quatro meses depois. Apesar de ter tentado reconquistar a cadeira nas eleições gerais de 1837 e 1841, ele não teve sucesso.